# 2003-as indianapolisi 500
A 87. alkalommal megrendezett Indianapolisi 500 mérföldes versenyt 2003. május 25-én rendezték meg.

## Futam
|    | Rajt Hely | #  | Versenyző             | Qual    | Rank | C | E | Megett körök száma | Élen töltött körök száma | Kiesés oka     | Csapat                       |
| -- | --------- | -- | --------------------- | ------- | ---- | - | - | ------------------ | ------------------------ | -------------- | ---------------------------- |
| 1  | 10        | 6  | Gil de Ferran         | 228.633 | 10   | P | T | 200                | 31                       | Running        | Team Penske                  |
| 2  | 1         | 3  | Hélio Castroneves (W) | 231.725 | 1    | D | T | 200                | 58                       | Running        | Team Penske                  |
| 3  | 2         | 11 | Tony Kanaan           | 231.006 | 2    | D | H | 200                | 2                        | Running        | Andretti Green Racing        |
| 4  | 12        | 10 | Tomas Scheckter       | 227.768 | 12   | P | T | 200                | 63                       | Running        | Chip Ganassi Racing          |
| 5  | 7         | 12 | Tora Takagi (R)       | 229.358 | 7    | P | T | 200                | 2                        | Running        | Mo Nunn Racing               |
| 6  | 25        | 20 | Alex Barron           | 227.274 | 15   | P | T | 200                | 0                        | Running        | Mo Nunn Racing               |
| 7  | 8         | 32 | Tony Renna (R)        | 228.765 | 8    | D | T | 200                | 0                        | Running        | Kelley Racing                |
| 8  | 14        | 13 | Greg Ray              | 227.288 | 14   | P | H | 200                | 0                        | Running        | Access Motorsports           |
| 9  | 17        | 31 | Al Unser, Jr. (W)     | 226.285 | 20   | D | T | 200                | 0                        | Running        | Kelley Racing                |
| 10 | 11        | 55 | Roger Yasukawa (R)    | 228.577 | 11   | D | H | 199                | 0                        | Running        | Super Aguri Fernandez Racing |
| 11 | 19        | 52 | Buddy Rice (R)        | 226.213 | 22   | D | C | 199                | 0                        | Running        | Team Cheever                 |
| 12 | 26        | 22 | Vitor Meira (R)       | 227.158 | 18   | D | C | 199                | 0                        | Running        | Team Menard                  |
| 13 | 32        | 18 | Jimmy Kite            | 224.195 | 30   | D | C | 197                | 0                        | Running        | PDM Racing                   |
| 14 | 15        | 54 | Shinji Nakano (R)     | 227.222 | 16   | D | H | 196                | 0                        | Running        | Beck Motorsports             |
| 15 | 18        | 4  | Sam Hornish, Jr.      | 226.225 | 21   | D | C | 195                | 0                        | Motorhiba      | Panther Racing               |
| 16 | 6         | 15 | Kenny Bräck (W)       | 229.509 | 6    | D | H | 195                | 0                        | Running        | Team Rahal                   |
| 17 | 4         | 9  | Scott Dixon (R)       | 230.099 | 4    | P | T | 191                | 15                       | Baleset        | Chip Ganassi Racing          |
| 18 | 23        | 14 | A.J. Foyt IV (R)      | 224.177 | 31   | D | T | 189                | 0                        | Running        | A.J. Foyt Enterprises        |
| 19 | 5         | 26 | Dan Wheldon (R)       | 229.958 | 5    | D | H | 186                | 0                        | Baleset        | Andretti Green Racing        |
| 20 | 9         | 8  | Scott Sharp           | 228.756 | 9    | D | T | 181                | 0                        | Baleset        | Kelley Racing                |
| 21 | 21        | 91 | Buddy Lazier (W)      | 224.910 | 26   | D | C | 171                | 0                        | Motorhiba      | Hemelgarn Racing             |
| 22 | 3         | 27 | Robby Gordon          | 230.205 | 3    | D | H | 169                | 0                        | Váltó          | Andretti Green Racing        |
| 23 | 22        | 24 | Robbie Buhl           | 224.369 | 29   | D | C | 147                | 0                        | Motorhiba      | Dreyer & Reinbold Racing     |
| 24 | 33        | 41 | Airton Daré           | 223.609 | 33   | P | T | 125                | 0                        | Baleset        | A.J. Foyt Enterprises        |
| 25 | 31        | 44 | Robby McGehee         | 224.493 | 28   | D | C | 125                | 0                        | Gumihiba       | Panther Racing               |
| 26 | 27        | 19 | Jimmy Vasser          | 226.872 | 19   | D | H | 102                | 1                        | Váltó          | Team Rahal                   |
| 27 | 13        | 7  | Michael Andretti      | 227.739 | 13   | D | H | 94                 | 28                       | Szelephiba     | Andretti Green Racing        |
| 28 | 28        | 99 | Richie Hearn          | 225.864 | 24   | P | T | 61                 | 0                        | Baleset        | Sam Schmidt Motorsports      |
| 29 | 20        | 2  | Jaques Lazier         | 225.975 | 23   | D | C | 61                 | 0                        | Baleset        | Panther Racing               |
| 30 | 30        | 5  | Shigeaki Hattori      | 224.589 | 27   | D | T | 19                 | 0                        | Üzemanyagpumpa | A.J. Foyt Enterprises        |
| 31 | 24        | 23 | Sarah Fisher          | 224.170 | 32   | D | C | 14                 | 0                        | Motorhiba      | Dreyer & Reinbold Racing     |
| 32 | 29        | 98 | Billy Boat            | 225.598 | 25   | D | C | 7                  | 0                        | Motorhiba      | Panther Racing               |
| 33 | 16        | 21 | Felipe Giaffone       | 227.210 | 17   | P | T | 6                  | 0                        | Elektronika    | Mo Nunn Racing               |

(R) = Indianapolis 500 újonc
*C Modell: D=Dallara, P=Panoz
*E Motor: C=Chevrolet, H=Honda, T=Toyota
Minden induló Firestone abroncsokat használt.